# محمد اکرم گیزابی
محمداکرم گیزابی (زاده: چنداول - کابل) روزنامه‌نگار، فعال سیاسی، نویسنده آزاد اهل افغانستان است. وی مؤسس حزب نهضت مدنی افغانستان (نما) و رئیس کنونی شورای جهانی هزاره است. وی سابقه فعالیت برای رسانه صدای آمریکا را نیز در کارنامه دارد.

## زندگی‌نامه و سرگذشت
محمداکرم گیزابی زاده منطقه چنداول کابل است. اصالت ایشان از مردم گیزاب، ارزگان است که در زمان نسل‌کشی‌هزاره‌ها و غصب زمین‌های مردم هزاره در زمان عبدالرحمان، پدرانش مجبور به ترک و مهاجرت از خاک آبا و اجدادی خود می‌شوند. در سال دهم تحصیلات دوران مدرسه پدرش را از دست داد و از آن زمان همزمان با تحصیل مشغول به کار شد. وی توانست با تلاش فراوان بورسیه تحصیلی دانشگاه آمریکایی بیروت لبنان را کسب کند. پس از شش سال تحصیل در آن کشور به ایران مهاجرت کرد و پس از آن به مدت ۶ ماه به کشور سوئد رفت و در شهر لینشوپینگ اقامت کرد. وی برای دوره عسکری دوباره به افغانستان بازگشت. یک ماه پس از حضور در عسکری کودتای هفت ثور رخ داد و فعالیت سیاسی خود را آغاز کرد. وی در ائتلافی که قیام بالاحصار را راه‌اندازی کرد عضویت داشت. دولت وقت بسیاری از افراد این ائتلاف را دستگیر و اعدام کرد اما چون در آن زمان گیزابی در کابل حضور نداشت توانست زنده بماند. با افزایش جنگ در افغانستان وی به کویتهٔ پاکستان مهاجرت کرد. در کویته به عضویت یک اتحادیه که با همکاری تنظیم نسل نو هزاره ایجاد شده بود درآمد و به سمت معاونت این تنظیم رسید. وی در آن زمان همکاری خود را با رسانه صدای آمریکا به عنوان خبرنگار محلی آغاز کرد. بعدها با افزایش فشار دولت پاکستانی و آی اس آی روی مهاجرین افغانستان وی مدتی به زندان افتاد. پس از آزادی در سال ۱۹۸۵ به واشینگتن آمریکا مهاجرت کرد.

## شورای جهانی هزاره
محمد اکرم گیزابی در سال ۱۳۹۶ برای مدت دو سال به عنوان رئیس شورای جهانی هزاره انتخاب شد. قبل از وی ریاست این شورا بر عهده محمدطاهر شاران بود.